# Сторожевые корабли проекта 11540
Сторожевые корабли проекта 11540 «Ястреб» — серия советских многоцелевых сторожевых кораблей 2-го ранга с управляемым ракетным вооружением ближней, дальней морской и океанской зоны ВМФ России,в западной классификации фрегатов — по кодификации НАТО Neustrashimyy-class frigate.
Корабли проекта предназначены для поиска, обнаружения и слежения за подводными лодками противника, обеспечения противокорабельной и противолодочной обороны боевых кораблей и судов в море, нанесения ударов по кораблям и судам в море и базах, поддержки боевых действий сухопутных войск, обеспечения высадки морских десантов и решения других задач.
Всего были закончены строительством и вступили в состав ВМФ России два корабля данного проекта из трёх заложенных на стапеле. Оба корабля на 2018 год входят в состав Балтийского флота. Третий корабль планировалось достраивать по изменённому проекту, но в 2015 году от его достройки отказались, недостроенный корпус будет утилизирован.

## История

### Проектирование
Сторожевые корабли проекта 11540 «Ястреб» в окончательном варианте должны были заменить сторожевые корабли проекта 1135.

## Конструкция

### Корпус и надстройка
Сторожевики проекта представляют собой однотрубные двухмачтовые корабли с развитой надстройкой, занимающей более половины длины верхней палубы. Реализованные в кораблях архитектурно-компоновочные решения обеспечивают снижение уровней теплового, акустического, электромагнитного и вторичного радиолокационного полей.
Корпус корабля полубачный, с удлинённым полубаком, характерным изломом верхней палубы в носовой части, улучшающим условия боевого применения 100-мм артустановки и носовым бульбом, в котором размещена антенна гидроакустического комплекса.
Водонепроницаемыми переборками корпус корабля разбит на 12 отсеков. И корпус и надстройка полностью стальные, созданы с использованием технологий по снижению заметности, все соединения выполнены методом сварки.

### Энергетическая установка
Главная энергетическая установка двухвальная, состоит из одного маршевого М-70 и форсажного М-90 газотурбинных агрегатов на каждую валолинию, всего — два маршевых и два форсажных ГТА, работающих через редукторы на два винта фиксированного шага. ГЭУ позволяет кораблю развивать наибольшую скорость хода — 30 узлов. Дальность плавания ходом 18 узлов составляет 3000 миль, экономическим ходом 14 узлов 5100 миль.
Электроэнергетическая установка состоит из двух дизельгенераторов мощностью 800 кВт, трёх дизель-генераторов мощностью 600 кВт.

### Вооружение

#### Артиллерийское
Артиллерия кораблей проекта представлена одной 100-мм артиллерийской установкой АК-100 с боезапасом 350 снарядов. Система установлена в носовой части корабля и предназначена для поражения береговых, морских и воздушных целей, включая противокорабельные ракеты.

#### Противолодочное
Корабли проекта оснащены противолодочным ракетным комплексом «Водопад-НК», состоящим из двух трёхтрубных горизонтальных пусковых установок, установленных побортно в направлении носа с фиксированным углом в 18°. Боезапас состоит из шести ракет дальностью действия до 50 км.
Для противолодочной, а также противоторпедной и противодиверсионной обороны имеется реактивная бомбомётная установка РБУ-6000 «Смерч-2», установленная на полубаке. Установка имеет боезапас в 60 бомб с максимальной дальностью стрельбы 6 километров и максимальной глубиной цели 450 метров. На СКР «Ярослав Мудрый» для защиты от диверсантов так же установлены два десятиствольных 55-мм гранатомётных комплекса ДП-65.

#### Противокорабельное
Для поражения надводных кораблей и судов на сторожевиках предусмотрено размещение в центральной части корпуса противокорабельного ракетного комплекса «Уран» в составе четырёх четырёхконтейнерных пусковых установок, расположенных перпендикулярно продольной оси корабля с углом возвышения 35°. Суммарный боезапас составляет шестнадцать ПКР Х-35.
Несмотря на то, что ПКРК «Уран» неоднократно упоминался в СМИ в составе вооружения «Неустрашимого», с момента принятия комплекса на вооружение в 2003 году, он так и не был установлен на корабль, вступивший в строй в 1993-м (1990). Таким образом, на всём протяжении своего существования СКР «Неустрашимый» не оснащён основным противокорабельным вооружением.

#### Зенитное
Основным средством противовоздушной и противоракетной обороны кораблей является зенитный ракетный комплекс «Кинжал» с общим боезапасом 32 ЗУР в четырёх восьмиконтейнерных барабанных модулях вертикального пуска, установленных в носовой части за артустановкой.
Для противовоздушной обороны в ближней зоне на кораблях проекта в районе ангара побортно установлено два модуля зенитного ракетно-артиллерийского комплекса «Кортик» с боезапасом 32 ЗУР и 2 × 500 30-мм снарядов в каждом.
30-мм автоматические пушки из состава ЗРАК «Кортик» также могут быть использованы для поражения малоразмерных надводных и береговых целей.

#### Авиационное
На кораблях проекта предусмотрено базирование вертолёта Ка-27ПЛ для чего они оборудованы ангаром с запасом горюче-смазочных материалов и боеприпасов. Вертолёт предназначен для поиска и уничтожения подводных лодок противника и может быть оборудован для выдачи загоризонтного целеуказания противокорабельному ракетному комплексу «Уран» на дальности до 200 километров от корабля.

#### Радиотехническое
Основной радиолокационной станцией «Ястребов» является РЛС обнаружения и целеуказания с ФАР МР-750 «Фрегат-М2» или МР-755 «Фрегат-МА» — в зависимости от конкретного корабля. Антенный пост которой располагается на грот-мачте.
На фок-мачте находится антенный пост РЛС обнаружения и целеуказания МР-352 «Позитив» из состава ЗРК «Кинжал».
Для навигации установлена навигационная РЛС МР-212 «Вайгач» и комплекс «Бейсур». Для обнаружения и сопровождения подводных целей на корабли проекта установлен гидроакустический комплекс «Звезда-М1» с антенной в носовом бульбе.
Корабли оснащены специализированной боевой информационно-управляющей системой «Трон-11540». Наведение АУ осуществляется с помощью РЛС МР-145 системы управления огнём артиллерии «Лев-145», а наведение РБУ-6000 на цель и её сопровождение выполняется системой управления огнём комплекса противолодочной обороны «Онега-11540».
Для ведения радиоэлектронной борьбы на «Неустрашимом» установлена система типа МП-405, вместо которой на «Ярославе Мудром» установлена система ТК-25.
Корабельные средства радиоэлектронного подавления и системы постановки пассивных помех тепловым и радиолокационным головкам самонаведения ракет состоят из восьми десятитрубных 120 мм пусковых установок КТ-216 комплекса ПК-10 «Смелый» и двух 82 мм установок КЛ-101 комплекса ПК-16 с реактивными снарядами дипольных отражателей и ложных тепловых целей.
Средства связи включают автоматизированный комплекс связи Р-782 «Буран», а на «Ярославе Мудром» дополнительно установлен комплекс спутниковой связи Р-768 «Центавр».

### Мореходность и обитаемость
Корабли проекта снабжены успокоителями качки, а также скуловыми килями, способствующими улучшению мореходности.
Автономность кораблей по запасам провизии оценивается в 30 суток.

## Строительство
Головной корабль проекта был начат строительством в мае 1986 года на Прибалтийском судостроительном заводе «Янтарь», а официально заложен 25 марта 1987 года. На воду был спущен 25 мая 1988 года. Вступил в строй 28 декабря 1990 года и 14 марта 1991 года вошёл в состав Дважды Краснознамённого Балтийского флота, а 24 января 1993 года над кораблём был поднят флаг ВМФ России. Со 2 февраля 1993 года корабль входит в состав Балтийского Флота ВМФ России. По ценам 1988 года «Неустрашимый» обошёлся бюджету СССР в 80 млн. рублей.
Второй корабль — «Неприступный» (позднее переименован в «Ярослав Мудрый») — был заложен там же 27 мая 1988 года и спущен на воду в июне 1990 года. 19 июня(июля) 2009 года вошёл в состав ВМФ России и 24 июля 2009 года над кораблём был поднят Военно-морской флаг Российской Федерации.
После закладки «Неприступного», на «Янтаре», также, было начато строительство третьего корабля — «Туман», но позже было остановлено. На основе недостроенного «Тумана» планировалось создание противолодочного корабля для борьбы с неатомными подводными лодками. Начало достройки намечалось на 2014 год. Как сообщил в сентябре 2015 года журналистам начальник управления кораблестроения ВМФ России капитан 1-го ранга Владимир Тряпичников: «Командование ВМФ России не будет заказывать достройку СКР проекта 11540 „Туман“. Несмотря на то, что корпус судна уже длительное время находятся на воде, востребованности в нём нет. Он уже не только устарел, но и не вписывается в современную тактику и стратегию развития Военно-морского флота».

## Служба
С момента вхождения в состав ВМФ корабли проекта неоднократно участвовали в различных учениях, в том числе совместных с НАТО;
Сопровождали официальные визиты Президента РФ В. В. Путина в Лондон и Лиссабон, обеспечивая безопасность с российской стороны;
Заходили с дружественными визитами в порты Франции, Испании, Бельгии и других государств;
Несли боевую службу в Балтийском, Норвежском, Средиземном и других морях, участвовали в борьбе с сомалийскими пиратами и проводке судов по «коридору безопасности» у берегов Сомали.
За время службы экипажи кораблей проекта неоднократно отмечались различными призами в соревнованиях Балтийского флота и ВМФ России.
В сентябре 2006 года СКР «Неустрашимый» принимал участие в мероприятии по перезахоронению императрицы Марии Фёдоровны (сторожевик встречал и сопровождал корабль КВМС Дании «Эсберн Снаре» с прахом императрицы).
В июле 2010 года сообщалось, что корабли проекта в 2011 году, после согласования этого вопроса с Украиной, будут перебазированы на Черноморский флот и будут ориентированы командованием ЧФ на поддержание оперативного режима в зоне ответственности флота — Чёрном и Средиземном морях. Однако переход не состоялся, хотя оба сторожевика часто появляются в Средиземном море и у Африканского Рога.
С 7 декабря 2011 года по 10 февраля 2012 года участвовал в совместном походе межфлотской объединенной группировки в Средиземное море, во главе с ТАВКР «Адмирал Кузнецов».
25 апреля 2012 года СКР «Ярослав Мудрый», с согласия Командующего Балтийским флотом вице-адмирала В. В. Чиркова, был передан под шефство главы Российского Императорского Дома — Великой Княгини Марии Владимировны.
В мае 2013 года он сопровождал паломническую миссию по доставке иконы Фёдора Ушакова братству Ватопедского монастыря на Святой Горе Афон из итальянской Генуи в Средиземном море.
По данным на 24 января 2014 года СКР «Неустрашимый» Балтийского флота ВМФ России находится на доковом ремонте у причала Прибалтийского судостроительного завода «Янтарь» с целью восстановления технической готовности. Будет произведена замена форсажных двигателей, вспомогательных дизель-генераторов; будет выполнен средний ремонт всех основных систем: водоотливной, противопожарной, топливной, электрической, системы автоматики и управления.
18 апреля 2023 года СКР «Неустрашимый» завершил ремонт и модернизацию и корабль вошёл в боевой состав БФ.

## Модификации
- Проект 11541 шифр «Корсар» — планировавшийся экспортный вариант[1].

### Представители проекта
| № | Название       | б/н | Верфь                      | Зав. № | Заложен    | Спущен     | В строю    | Флот | Состояние              | Прим. |
| - | -------------- | --- | -------------------------- | ------ | ---------- | ---------- | ---------- | ---- | ---------------------- | --- |
| 1 | Неустрашимый   | 772 | ССЗ «Янтарь» (Калининград) | 401    | 25.03.1987 | 25.05.1988 | 24.01.1993 | БФ   | В строю                | В составе 128-й БрНК БФ. С начала 2014 года находился в доковом ремонте у причала ССЗ «Янтарь». 14.02.2018 произошёл пожар. Передан флоту после ремонта 18.04.2023. |
| 2 | Ярослав Мудрый | 777 | ССЗ «Янтарь» (Калининград) | 402    | 27.05.1988 | 19.07.1990 | 24.07.2009 | БФ   | В строю                | В составе 128-й БрНК БФ. До 30.08.1995 — «Неприступный» Штатно установлен ПКРК «Уран».                                                                              |
| 3 | Туман          | —   | ССЗ «Янтарь» (Калининград) | 403    | 1993       | н/д        | —          | —    | Готовится к утилизации | 15 апреля 2016 года принято решение об утилизации. |

Цвета таблицы:

Белый — не достроен или утилизирован неспущенным на воду

 Зелёный  — действующий в составе ВМФ России

 Синий — находится в ремонте или на модернизации

 Серый — выведен за штат, находится на консервации, хранении или отстое

 Красный  — списан, утилизирован или потерян

## Фотографии

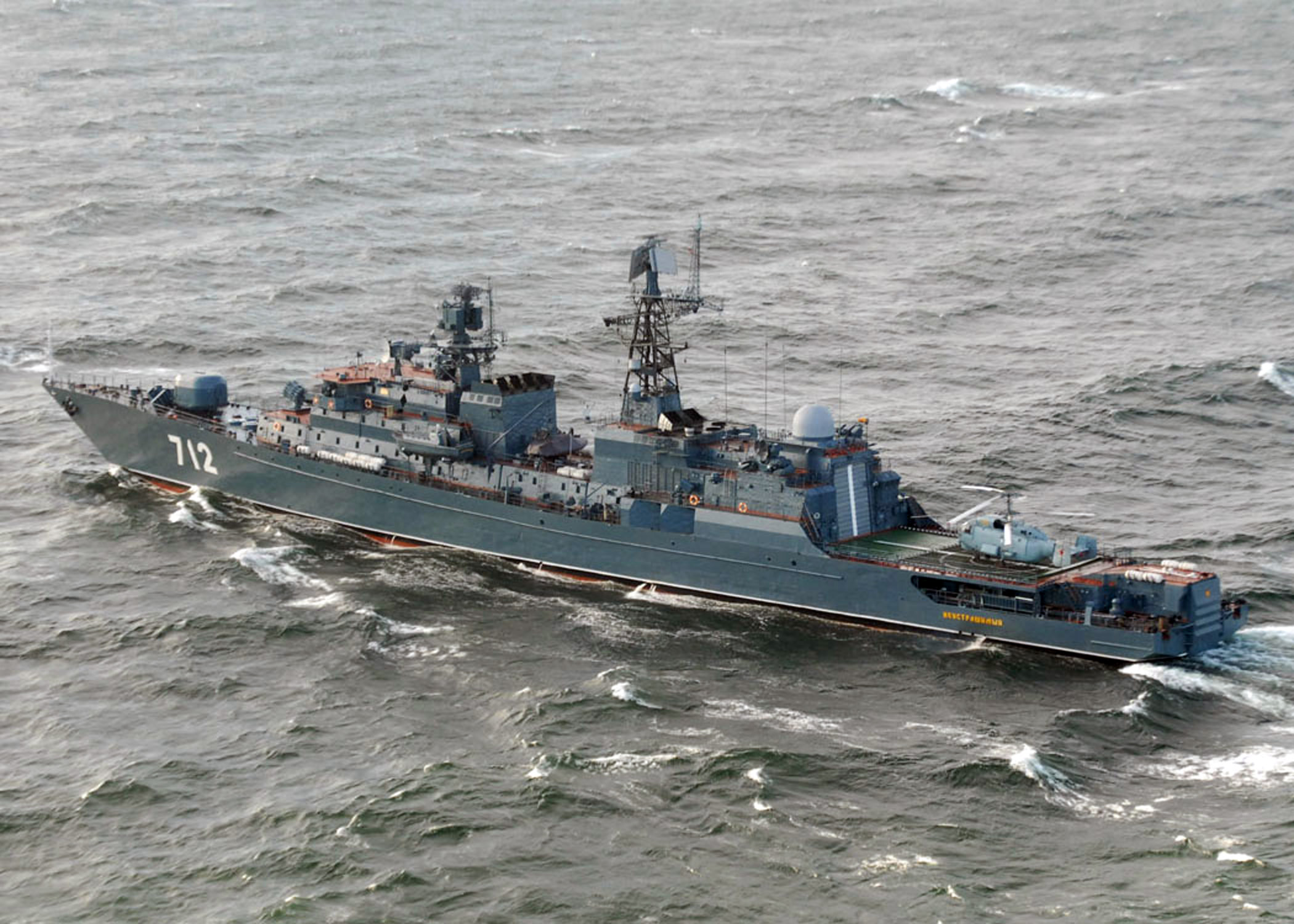
СКР «Неустрашимый» во время учений на Балтике в 2008 году.
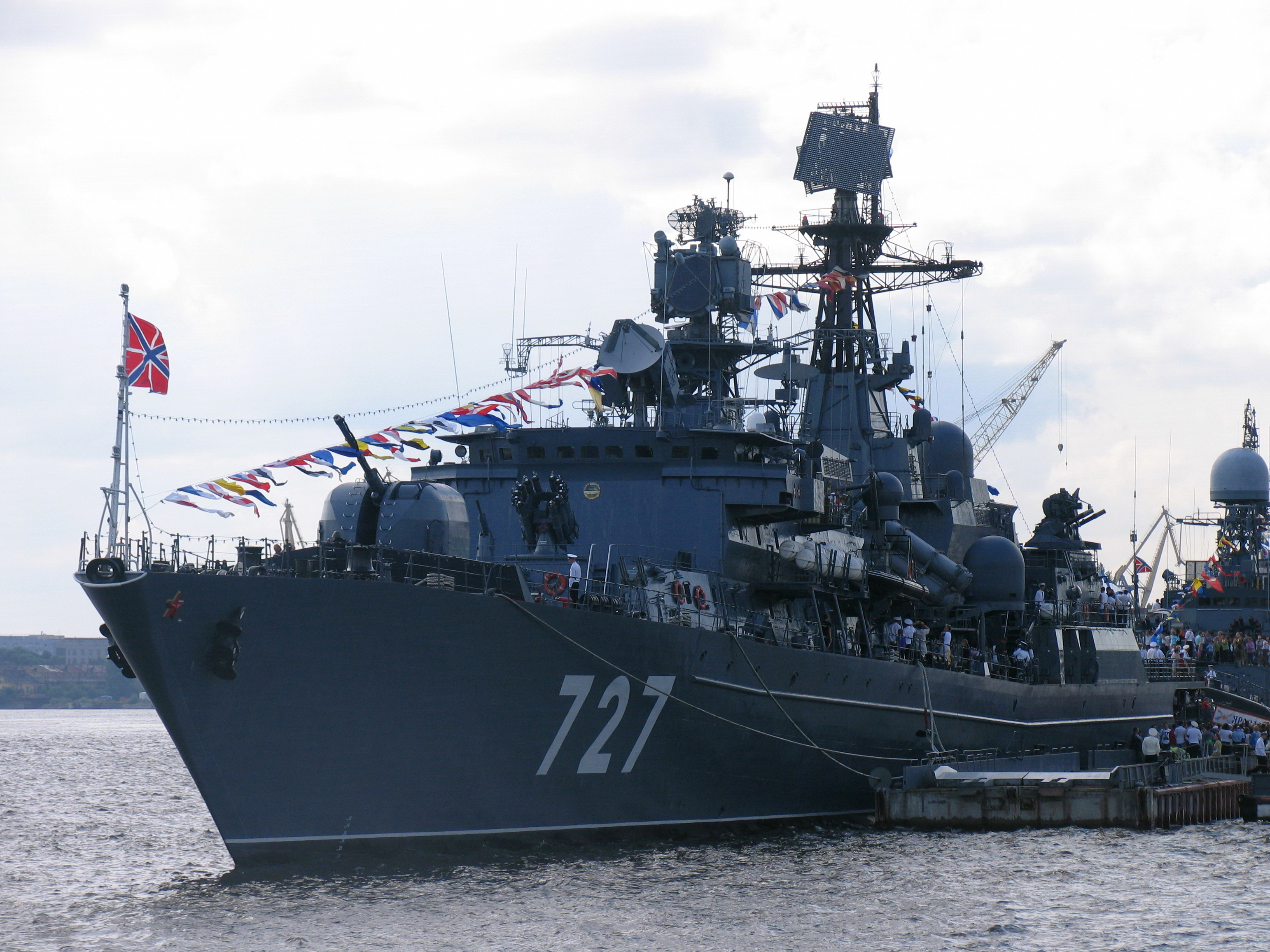
СКР «Ярослав Мудрый» на Дне ВМФ в Санкт-Петербурге, 2011 год.
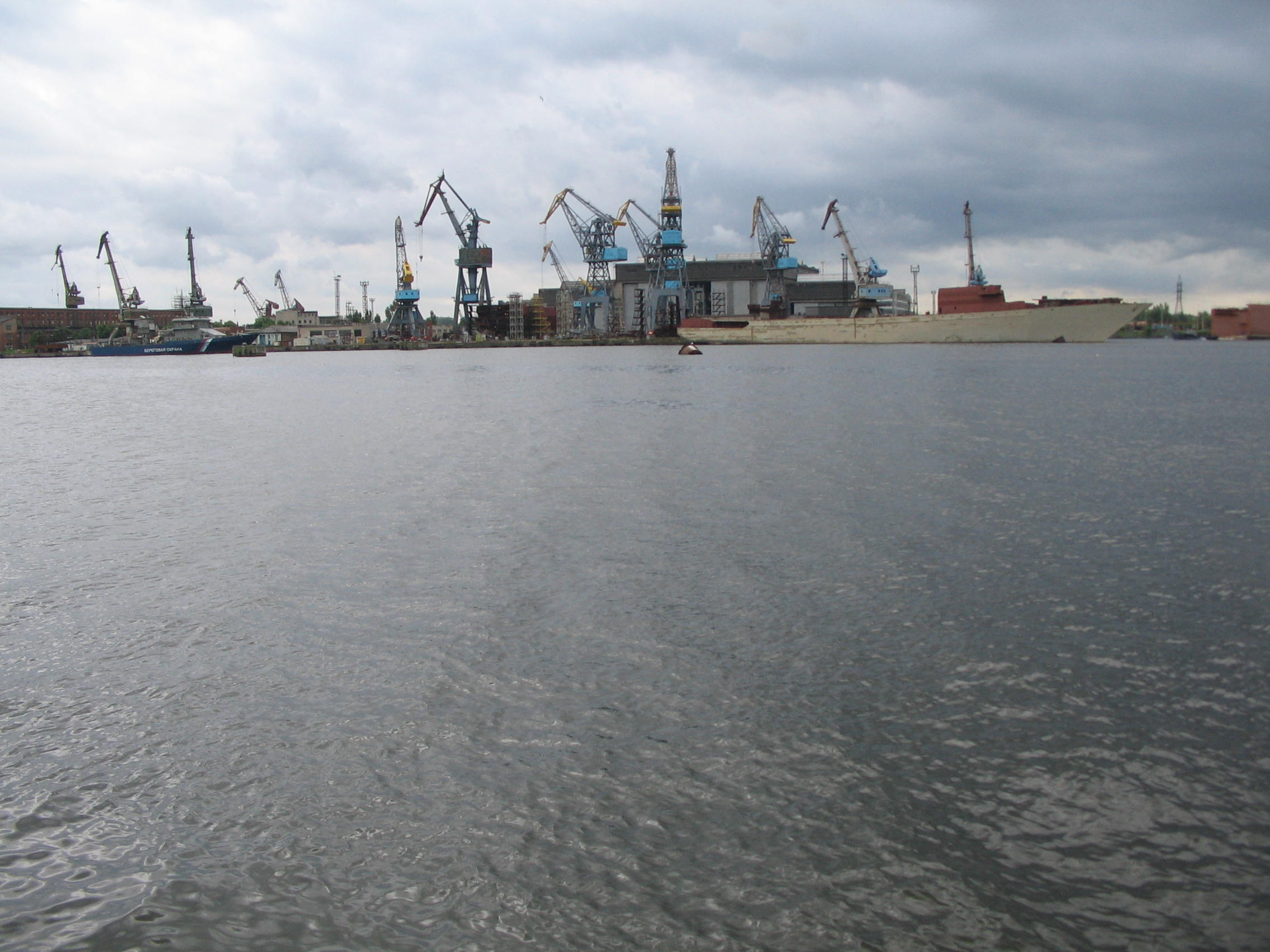
Недостроенный корпус «Тумана»[15] (справа) у причала завода «Янтарь» в 2009 году